# Nansenia
Nansenia is een geslacht van straalvinnige vissen uit de familie van kleinbekken (Microstomatidae). Het geslacht is voor het eerst wetenschappelijk beschreven in 1896 door Jordan & Evermann.

## Soorten
- Nansenia ahlstromi Kawaguchi & Butler, 1984
- Nansenia antarctica Kawaguchi & Butler, 1984
- Nansenia ardesiaca Jordan & Thompson, 1914
- Nansenia atlantica Blache & Rossignol, 1962
- Nansenia boreacrassicauda Poulsen, 2015
- Nansenia candida Cohen, 1958
- Nansenia crassa Lavenberg, 1965
- Nansenia groenlandica (Reinhardt, 1840)
- Nansenia iberica Matallanas, 1985
- Nansenia indica Kobyliansky, 1992
- Nansenia longicauda Kawaguchi & Butler, 1984
- Nansenia macrolepis (Gilchrist, 1922)
- Nansenia megalopa Kawaguchi & Butler, 1984
- Nansenia oblita (Facciolà, 1887)
- Nansenia obscura Kobyliansky & Usachev, 1992
- Nansenia pelagica Kawaguchi & Butler, 1984
- Nansenia tenera Kawaguchi & Butler, 1984
- Nansenia tenuicauda Kawaguchi & Butler, 1984